# 多良木駅
多良木駅（たらぎえき）は、熊本県球磨郡多良木町大字多良木にあるくま川鉄道湯前線の駅である。駅番号は11。
多良木町の中心駅。

## 歴史
- 1924年（大正13年）3月30日：鉄道省の駅として開業[1]。
- 1949年（昭和24年）6月1日：日本国有鉄道の駅となる。
- 1980年（昭和55年）6月1日：貨物取扱廃止[1]。
- 1984年（昭和59年）2月1日：荷物扱い廃止[1]。
- 1987年（昭和62年）4月1日：国鉄分割民営化により九州旅客鉄道（JR九州）に継承[1]。
- 1989年（平成元年）10月1日：第3セクター転換により、くま川鉄道の駅となる[1]。
- 1999年（平成11年）
  - 1月末：駅舎改築のためプレハブの仮駅舎に移転し、旧駅舎は解体される[2]。
  - 3月31日：改築駅舎使用開始[3]。旧駅より東側へ20メートル移転する[2]。
- 2010年（平成22年）7月1日：駅前の操車場跡地に「ブルートレインたらぎ」が開業[4]。同駅では記念入場券を販売。

## 駅構造
単式1面1線のホームを持つ地上駅である。平日には多良木高等学校の生徒が通学に利用していたが2019年3月で廃校となっている。
駅舎は1998年に改築された。有人駅で駅舎脇に公衆電話ボックスがある。
かつては交換可能な相対式2面2線のホームで、踏切の反対側（人吉寄り）に昔のホーム跡が残っていたが「ブルートレインたらぎ」開設の際に旧駅跡（北側）を造成し「国鉄14系客車」を設置した。

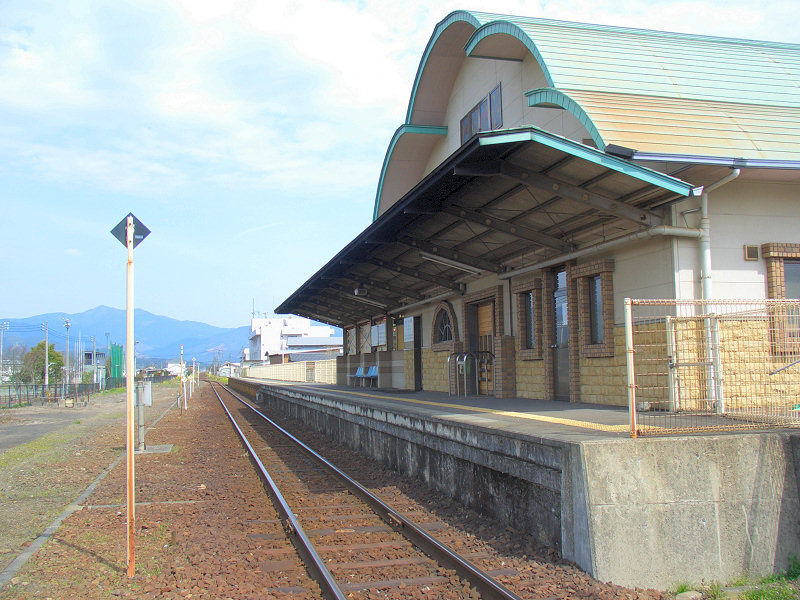
ホーム
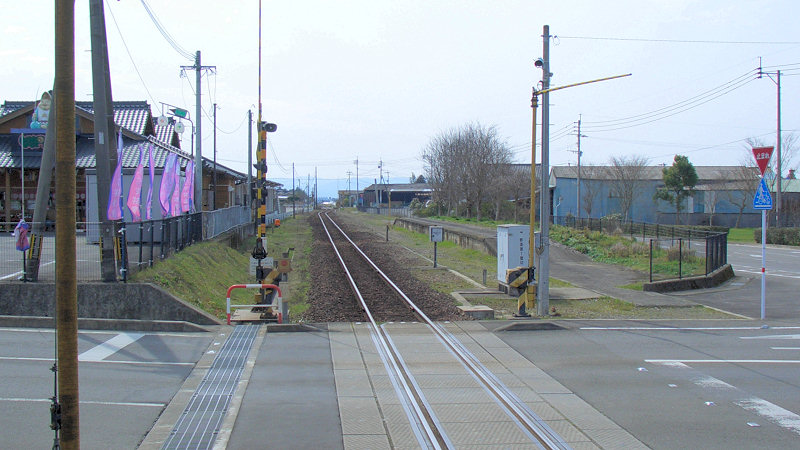
現ホームから見るホーム跡

## 利用状況
1日の平均乗降人員は以下の通りである。
| 年度   | 一日平均 乗車人員 | 一日平均 乗降人員 |
| ------ | ----------------- | ----------------- |
| 2011年 | 194               | 385               |
| 2012年 |                   | 364               |
| 2013年 |                   | 324               |
| 2014年 |                   | 347               |
| 2015年 |                   | 329               |
| 2016年 | 198               | 329               |
| 2017年 |                   | 392               |
| 2018年 |                   | 352               |

## 駅周辺
- 駅前花公園
- 多良木えびす物産館（旧・多良木駅跡）
- 多良木えびす温泉センター
- 多良木町立多良木中学校
- 多良木町役場
- 多良木郵便局
- 多良木町民体育館
- 多良木幼稚園
- オサダ多良木店
- ゆめマート多良木店
- サンロード多良木店
- 国道219号
- 県道185号多良木停車場線
- 太田家住宅（国指定重要文化財）- 駅東方約2.5km。相良家の家臣だった太田家の民家で江戸時代末期の建築とされる。
- ブルートレインたらぎ - 列車ホテル。2009年3月まで寝台特急「はやぶさ」として走っていた国鉄14系客車を町が買い取った。2010年3月9日深夜に、B寝台車2両(スハネフ14-3・オハネ15-6)と、B寝台1人用個室「ソロ」の1両(オハネ15-2003)の計3両が陸送されて同年7月1日に開業[4]。
  - なお、くま川鉄道は施設開業を記念して、記念入場券や人吉温泉駅から当駅までの往復乗車券・「ブルートレインたらぎ」の宿泊料・近隣の温泉施設の入浴料がセットにした割引乗車券を発売している。

### バス路線
- 多良木駅付近に2か所バス停があり下記の通りの路線バスは発着している。

| 路線名                             | 行先 | 備考                                                 |                           |
| 多良木駅前（県道185号側）          | 多良木駅前（県道185号側） | 多良木駅前（県道185号側）                            | 多良木駅前（県道185号側） |
| ---------------------------------- | --- | ---------------------------------------------------- | ------------------------- |
| 多良木駅前始発人吉方面行           | |                                                      |                           |
| 多良木線                           | 人吉駅前・人吉産交（球磨支援学校・球磨中央高校前・人吉医療センター経由）人吉駅前・人吉産交（下多良木・球磨中央高校前・人吉医療センター経由）人吉駅前・人吉産交（球磨支援学校・木上小学校前経由）人吉駅前・人吉産交（下多良木・木上小学校前経由） | 平日のみ「人吉医療センター」経由便運行               |                           |
| 多良木（国道219号側、駅から200ｍ） | |                                                      |                           |
| 多良木発人吉方面行                 | |                                                      |                           |
| 湯前線 多良木線                    | 人吉駅前・人吉産交（球磨支援学校・木上小学校前経由）人吉駅前・人吉産交（下多良木・木上小学校前経由） |                                                      |                           |
| 市房登山口線 多良木線              | 人吉駅前・人吉産交（球磨支援学校・球磨中央高校前・人吉医療センター経由）人吉駅前・人吉産交（下多良木・球磨中央高校前・人吉医療センター経由） | 平日のみ「人吉医療センター」経由便運行               |                           |
| 多良木発湯前方面行                 | |                                                      |                           |
| 湯前線                             | 湯の前駅前 |                                                      |                           |
| 市房登山口線                       | 市房登山口（湯の前駅前・水上村役場経由） | 水上村役場にて古屋敷・柳原方面と接続（平日のみ運行） |                           |
| 多良木線                           | 多良木駅前 |                                                      |                           |

## 隣の駅
くま川鉄道
■湯前線
公立病院前駅（10） - 多良木駅（11） - 東多良木駅（12）